# Erik Sandewall
Erik Johan Sandewall, född 24 oktober 1945 i Oskarshamns församling, död 5 april 2024 i Berga distrikt i Linköping, var en svensk datavetare och professor vid Linköpings universitet.
Sandewall, som var son till Allan Sandewall, studerade vid Uppsala universitet och disputerade 1969 i informationsbehandling. Han var gästforskare vid Stanford University, vid Massachusetts Institute of Technology och vid Laboratoire d'analyse et d'architectures des systèmes i Toulouse. År 1975 blev han professor vid Linköpings universitet och därmed Sveriges första professor i ämnet datalogi. Sandewall var ledare för Laboratoriet för kognitiva autonoma system (CASL) och från 2007 gästprofessor vid Kungliga Tekniska Högskolan och avdelningen för publiceringens infrastruktur.
Sandewall var en av Sveriges mest framstående forskare inom ämnet artificiell intelligens. Han blev ledamot av Kungliga Vetenskapsakademien 1992 och av Kungliga Ingenjörsvetenskapsakademien 1981. Han var riddare av Hederslegionen och hedersdoktor vid Université Paul Sabatier i Toulouse.